# Dãy núi Chư Yang Sin

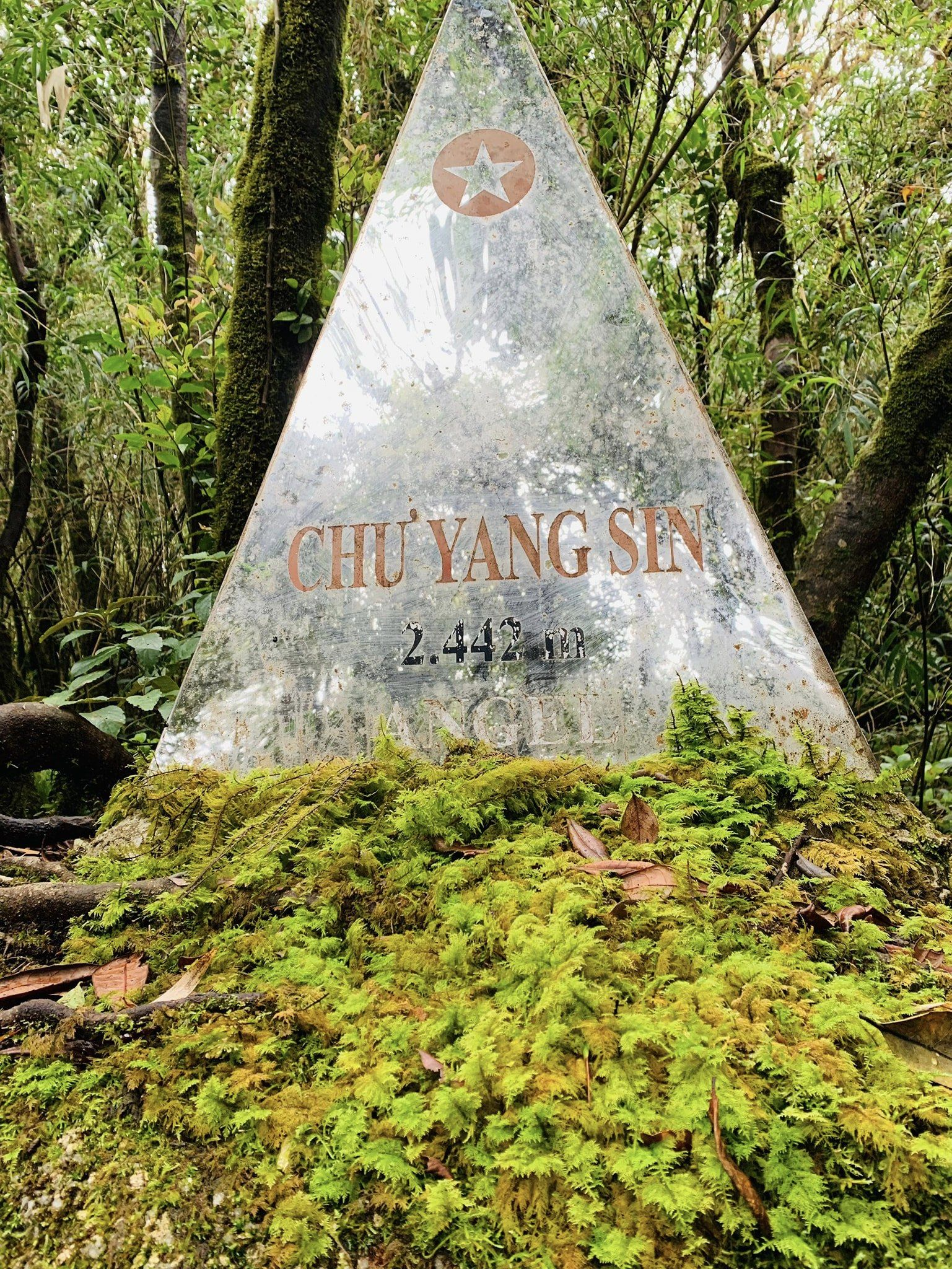
Bia đỉnh núi của Chư Yang Sin

Chư Yang Sin (chữ viết Êđê: Čư Yang Sin) là tên của một dãy núi ở Đắk Lắk, ở đây có đỉnh Chư Yang Sin cao 2442 m so với mực nước biển chính là đỉnh núi cao nhất ở Đắk Lắk và của cả hệ thống núi cực Nam Trung bộ.
Chư Yang Sin trong tiếng Êđê nghĩa là "Cổng vào Trời". Đỉnh Chư Yang Sin nằm ở địa phận huyện Krông Bông Đắk Lắk trong khu vực vườn quốc gia Chư Yang Sin rộng 58.000 ha với nhiều loài chim, thú, thực vật quý hiếm. Dưới chân núi có dòng thác Krông Kmar thơ mộng là một điểm du lịch hấp dẫn trong tour du lịch Đắk Lắk thượng nguồn của sông Krông Ana, một con sông lớn ở Đắk Lắk, một phụ lưu quan trọng của sông Srêpốk.
Do đây là một đỉnh núi cao trong khu vực Đắk Lắk có độ cao trung bình khoảng 500m nên có hệ thực vật rất đa dạng, từ chung nhóm thực vật ở Đắk Lắk đến các loài thực vật phù hợp với độ cao dần lên 2400m phần lớn là các loài cây lá kim. Đỉnh núi là một tảng đá lớn quanh năm mây mù, có lời đồn rằng nếu lên đây nấu cơm thì sẽ phải ăn cơm sống do không đủ độ sôi của nước. Tuy đường lên đỉnh còn rất khó khăn nhưng Chư Yang Sin luôn là một trong những niềm đam mê chinh phục của những người thích leo núi.